# Веліуг
Веліуг (рум. Văliug) — комуна у повіті Караш-Северін в Румунії. До складу комуни входить єдине село Веліуг.
Комуна розташована на відстані 332 км на захід від Бухареста, 13 км на південний схід від Решиці, 85 км на південний схід від Тімішоари.

## Населення
За даними перепису населення 2002 року у комуні проживали 982 особи.
Національний склад населення комуни:
| Національність | Кількість осіб | Відсоток |
| -------------- | -------------- | -------- |
| румуни         | 881            | 89,7%    |
| німці          | 80             | 8,1%     |
| угорці         | 10             | 1,0%     |
| українці       | 8              | 0,8%     |
| серби          | 1              | 0,1%     |
| словаки        | 1              | 0,1%     |
| хорвати        | 1              | 0,1%     |

Рідною мовою назвали:
| Мова       | Кількість осіб | Відсоток |
| ---------- | -------------- | -------- |
| румунська  | 893            | 90,9%    |
| німецька   | 71             | 7,2%     |
| українська | 8              | 0,8%     |
| угорська   | 7              | 0,7%     |
| сербська   | 1              | 0,1%     |
| словацька  | 1              | 0,1%     |
| хорватська | 1              | 0,1%     |

Склад населення комуни за віросповіданням:
| Релігія        | Кількість осіб | Відсоток |
| -------------- | -------------- | -------- |
| православні    | 890            | 90,6%    |
| римо-католики  | 84             | 8,6%     |
| реформати      | 5              | 0,5%     |
| греко-католики | 1              | 0,1%     |
| унітарії       | 1              | 0,1%     |
| атеїсти        | 1              | 0,1%     |

## Зовнішні посилання
- Дані про комуну Веліуг на сайті Ghidul Primăriilor [Архівовано 8 лютого 2009 у Wayback Machine.]